# ヤーン・テラー効果

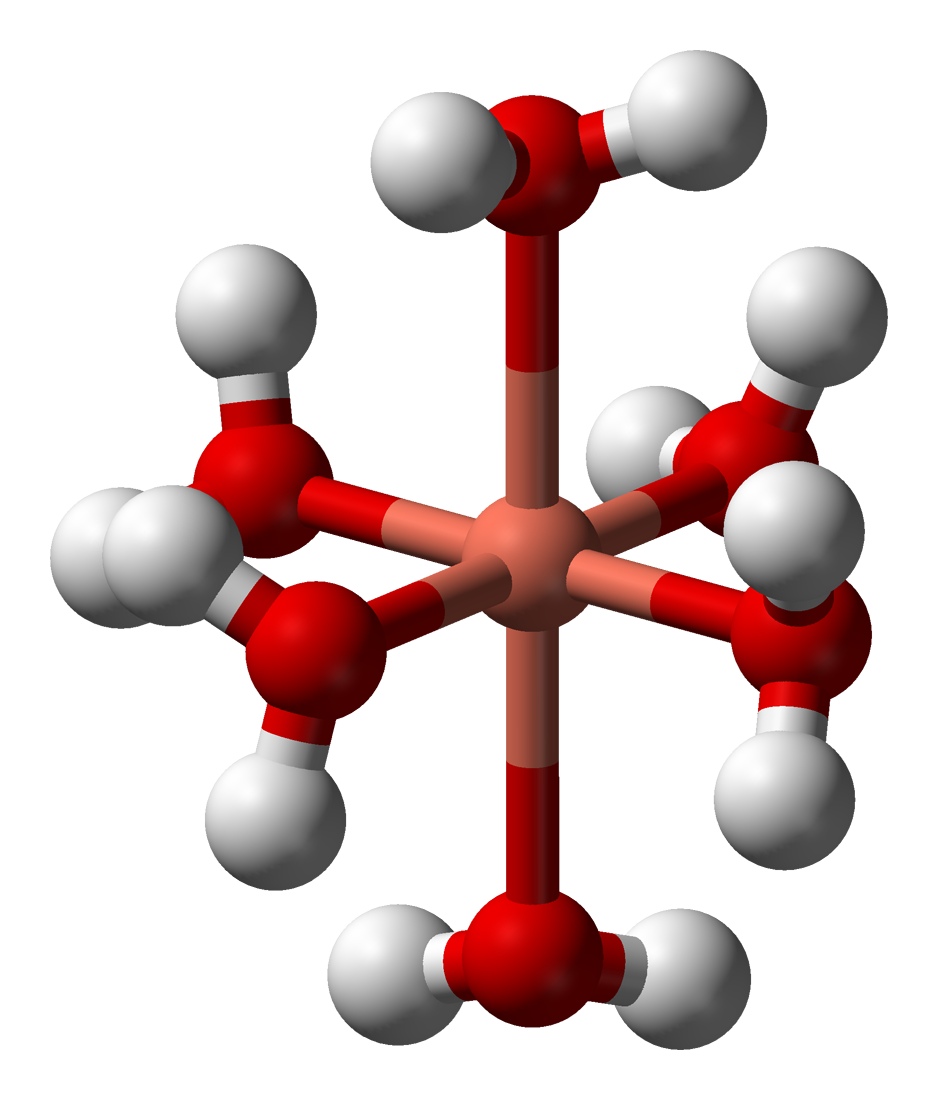
ヤーン・テラー効果は、ヘキサアクア銅(II)イオン [Cu(OH_{2})_{6}]^{2+} の正方歪みの原因である。2つのアピカル位の Cu-O 結合長が238 pmであるのに対して、エカトリアル位の Cu−O 結合長は~195 pmである。

ヤーン・テラー効果（ヤーン・テラーこうか、英: Jahn–Teller effect）またはヤーン・テラー変形（ヤーン・テラーへんけい、英: Jahn–Teller distortion）は、特定の状況下で非線形分子の構造が歪む現象のことである。この電子的な作用は、電子的に縮退した非線形分子は安定ではありえないということを群論を用いて証明したハーマン・ヤーンとエドワード・テラーにちなんで名付けられた。この効果は、電子的に縮退した基底状態をもつあらゆる非線形分子は変形によって錯体のエネルギーが下がるため、縮退が解けるような幾何学的変形を受けるであろうと述べている。

## 静的ヤーン・テラー効果
多原子分子あるいは固体中の原子団で、原子核の配置（核配置）が幾何学的に高い対称性を持つ時、電子系のエネルギー準位は縮退していることが多い。しかしこの場合には、多少の例外をのぞいて、一般には原子核の幾何学的配置が変わって対称性が下がると電子状態の縮退がとけ、別れた状態の一つは対称性の高い配置での状態よりもエネルギーが低く安定である。このことをヤーン・テラーの定理という。電子のエネルギー準位の縮退がとけて、安定化された状態が実現することをヤーン・テラー効果あるいは静的ヤーン・テラー効果と呼び、動的ヤーン・テラー効果とは区別される。
ヤーンとテラーは、電子と原子核との相互作用を、対称性の高い配置からの原子核の変位について一次の項までを考慮に入れ、あらゆる可能な点対称の場合について、群論的方法を用い、しらみ潰しに調べることによってこの定理が成立すること示した。

## 遷移金属化学

ヤーン・テラー効果による縮退の解消

ヤーン・テラー効果は遷移金属の八面体形錯体で最もよく見られ、特に6配位の銅(II)錯体で顕著である。八面体形遷移金属錯体の5つのd軌道は、結晶場あるいは配位子場によって、三重縮退した t2g 軌道 dxy、dyz、dzx と、二重縮退した eg 軌道 dz2、dx2-y2 に分裂している。
銅(II)錯体の d9 電子配置は、三重縮退した t2g 軌道は全て占められ、二重縮退した eg 軌道は dz2 に2個、dx2-y2 に1個の合計3個の電子で占められている。このような錯体は分子の4回対称軸の1つ（z軸と呼ばれる）を歪め、軌道と電子の縮退を解き、エネルギーを低下させる。この変形によって、t2g 軌道では dxy が不安定化され、dyz、dzx は安定化される。また、eg 軌道では dz2 が安定化され、dx2-y2 は不安定化される。電子配置は (t2g)6 (dz2)2 (dx2-y2)1 となる。t2g 軌道の3つについては、dxy の不安定化と dyz、dzx の安定化の合計は同じ程度である。そのため、変形による t2g 軌道のエネルギーの変化はほとんどない。一方、eg 軌道の2つについては dx2-y2 の不安定化より dz2 の安定化のほうが上回る。そのため、この錯体はz軸方向に伸びた八面体形構造を持つことになる。
この変形は、通常z軸上の配位子との結合を伸ばすが、しばしば短くなる変形も起こる。ヤーン・テラー効果は不安定な構造を予測するが、変形の方向は予測しない。このような結合の伸長が起こると、z軸方向のルイス塩基性配位子の孤立電子対と軌道間の反発が緩和され、錯体のエネルギーが下がる。変形が起こっていない錯体が反転中心をもつなら、変形後もこれは維持される。
ヤーン・テラー効果は、八面体形錯体において eg 軌道が非対称に占有されるときに最も顕著である。すなわち、二重縮退した基底状態を持つ d9、低スピン d7、高スピン d4 錯体である。これは変形に関係する eg 軌道が直接配位子に向いているためで、その結果変形によって大きなエネルギー的安定化をもたらすことができる。厳密に言えば、 三重縮退した t2g 軌道が非対称に占有される d1、d2 錯体でもこの変形は起こるはずであるが、この変形はずっと弱い。t2g 軌道は直接配位子に向いておらず、配位子が遠ざかることによる反発の減少はより小さいからである。同じことが四面体形錯体についても言える。軌道が配位子に向いていないため、変形によって得られる安定化はより少ない。
| d電子数  | 1  | 2  | 3 | 4  | 5  | 6  | 7  | 8 | 9  | 10 |
| -------- | -- | -- | - | -- | -- | -- | -- | - | -- | -- |
| 高スピン | 弱 | 弱 |   | 強 |    | 弱 | 弱 |   | 強 |    |
| 低スピン | 弱 | 弱 |   | 弱 | 弱 |    | 強 |   | 強 |    |

弱：弱いヤーン・テラー効果（非対称に占有された t2g 軌道）、強：強いヤーン・テラー効果（非対称に占有された eg 軌道）、空白：ヤーン・テラー効果は期待されない
ヤーン・テラー効果は、無機化合物の UV-VIS 吸収スペクトルのピークの分裂から実験的に示すことができる。これは多くの銅(II)錯体においても明らかである。また、低温での電子スピン共鳴スペクトル中の不対電子スピンの微細構造から、このような錯体の異方性、および配位子との結合の性質についての詳細な情報が得られる。

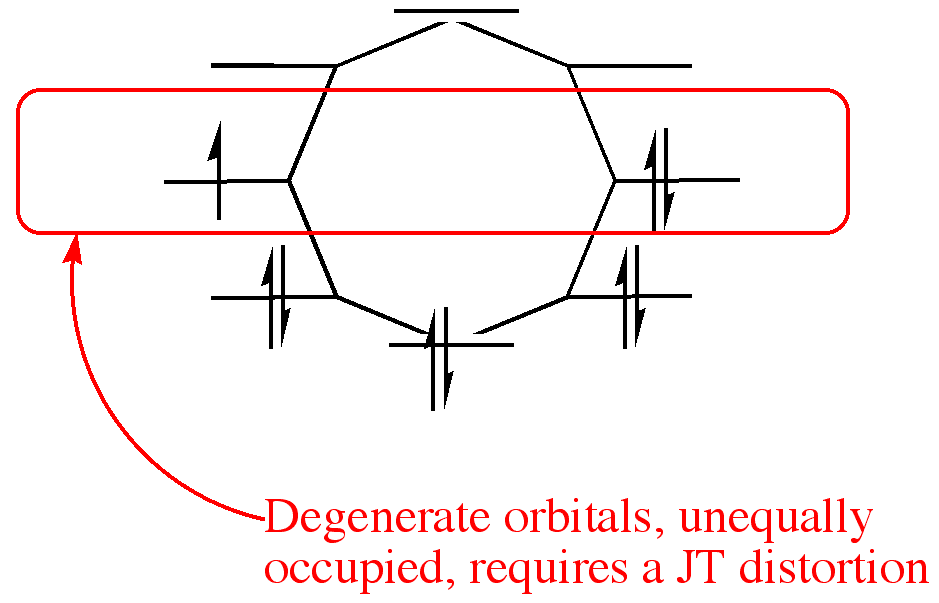
ヤーン・テラー効果はシクロオクタテトラエニルラジカルアニオンを対称構造から歪ませる。

## 有機化学
ヤーン・テラー効果はシクロオクタテトラエンの場合のように、しばしば有機化学でも見られるが、この引用文献には擬ヤーン・テラー効果（しばしば“副次的ヤーン・テラー効果”と呼ばれる）は D4h 遷移構造には存在しないとするもう一方の文献との差異がある。しかし、明確な実例がシクロオクタテトラエニルラジカルアニオンのケースにあり、古典的な πMO フロストサークル図（右図）は、明らかに縮退した軌道が非対称に占有されていることを示している。したがって、この分子はヤーン・テラー効果によって歪むことになる。